# Гель (частина назви мінералів)
Гель – частина назви мінералів, для яких характерна колоїдна структура речовини. 
Розрізняють: 
- гель-анатаз (колоїдно-дисперсна відміна анатазу);
- гель-бертрандит (колоїдно-дисперсна відміна бертрандиту; зустрічається в порожнинах вилуговування епідидиміту, звичайно в тісному парагенезисі з іншими продуктами його зміни; відомий в Ловозерському масиві (Кольський півострів). Рідкісний);
- гель-варисцит (колоїдно-дисперсна відміна варисциту);
- гель-галуазит (аморфна відміна галуазиту);
- гель-ґетит (лімоніт);
- гель-діадохіт (діадохіт);
- гель-доломіт (аморфна відміна доломіту);
- гель-кальцит (колоїдальна відміна кальциту);
- гель-каситерит (арандизит);
- гель-кристобаліт (опал);
- гель-магнезит (колоїдальна відміна магнезиту);
- гель-монтморилоніт (аморфна відміна монтморилоніту);
- гель-нонтроніт (аморфна відміна нонтроніту);
- гель-пірит (мельниковіт);
- гель-пірофіліт (пірофіліт);
- гель-рутил (колоїдно-дистерсна відміна рутилу);
- гель-сидерит (колоїдно-дисперсна відміна сидериту);
- гель-тенорит (гелеподібна відміна тенориту);
- гель-фішерит (колоїдальна відміна вавеліту);
- гель-циркон (аршиновіт).